# Котенко Наталія
Ната́лія Коте́нко (* 1974) — українська гандболістка й тренерка.

## З життєпису
Нарродилася 1974 року; виросла в Запоріжжі. У віці 12 років почала займатися гандболом. 1990 року вперше виступила за «Мотор» (Запоріжжя) у вищому дивізіоні. З командою вигравала у 1993, 1994 та 1995 роках чемпіонат України.
Як напівсередній гравець перейшла 1996 року в угорський клуб першого дивізіону «Дебрецен».
Виступала у сезоні 1999/2000 за клуб німецької гандбольної бундесліги «Festspielstadt Hersfeld». Потім перейшла до клубу з тої ж ліги «Buxtehuder SV»; за який забила 574 голи в 142 іграх. За час перебування в «Букстегуде» входила до складу збірної України, тому була змушена пропустити 17 матчів. 2008 року перейшла до клубу другого дивізіону «HL Buchholz 08-Rosengarten». Після сезону 2011/2012 завершила кар'єру.
Працює тренером молоді в «Buxtehuder SV» та готує національну команду для Гамбурзької асоціації гандболу.
Її чоловік Ігор Котенко виступав за збірну України з гандболу.